# ギェンツェン・ノルブ (僧)
ギェンツェン・ノルブ（堅賛諾布、ཆོས་ཀྱི་རྒྱལ་པོ་་、Gyaltsen Norbu、1990年2月13日 – ）は、中華人民共和国チベット自治区嘉黎県出身のチベット族の僧である。
ダライ・ラマ14世認定のパンチェン・ラマ11世ゲンドゥン・チューキ・ニマに対抗して、中華人民共和国によりパンチェン・ラマ11世（対立パンチェン・ラマ）に認定された（在位 1995年 – ）。

## カナ表記のバリエーション
チベット人は基本的に姓を名乗る習慣がなく、「ギェンツェン・ノルブ」全体が名であるが、マスコミ各社が、独自の呼称を用いている。
- 毎日新聞：ギャインツァイン・ノルブ、ノルブ
- 産経新聞：ノルブ

## 生い立ち
パンチェン・ラマ10世が1989年1月28日、中華人民共和国チベット自治区において心疾患で入寂した。インドに亡命中のガンデンポタン（チベット亡命政府）とダライ・ラマ14世は転生者の探索を始め、1995年5月14日、ゲンドゥン・チューキ・ニマという6歳の男児をパンチェン・ラマの転生者として認定した。しかし、中華人民共和国のチベット自治区当局はこの認定を認めず、ゲンドゥン・チューキ・ニマを拉致するとともに（ゲンドゥン・チューキ・ニマの消息は今も判明していない）、1995年11月29日に当時6歳だったギェンツェン・ノルブを金瓶掣籤によりパンチェン・ラマの転生霊童とした。これを受けて中華人民共和国国務院（中国政府）はギェンツェン・ノルブがパンチェン・ラマ11世を継承することを許可した。
- ギェンツェン・ノルブをパンチェンラマ11世に選定した金瓶掣籤の儀式に参列したチベット仏教の高僧のひとりで、クンブム・チャムパーリン寺の僧院長兼中国仏教協会副主席のアキャ・リンポチェ（後にインドに亡命）は、後にこの金瓶掣籤の儀式のからくりを暴露する証言をおこなっている。アキャ・リンポチェによると、この儀式の責任者であった中華人民共和国国務院宗教局前局長の葉小文が、儀式の後に北京に戻る飛行機の中で誇らしげに「我々は転生者を選定する過程で、（中略）選ぶことになっている人の名前を書いた象牙の籤を包む錦のカバーの中に綿をつめ、我々が選んだ人（注：ギェンツェン・ノルブ）の籤が高くなるようにした。こうして選ぶことになっていた人の籤をうまくあてた」と語った、という[1][2]。

幼少期は北京で学習に励んでいたが、現在は歴代のパンチェン・ラマが座主を務めるチベット自治区のタシルンポ寺に於いてチベット仏教の仏事に従事している。

## 主な活動
2005年2月3日には、中国共産党総書記（最高指導者）の胡錦濤と会見し、カタ（表敬の白絹帯）を寄贈した。これに対して胡錦濤はギェンツェン・ノルブならびにチベット仏教界、チベット族に祝意を述べた。
2005年12月8日にはタシルンポ寺で即位10周年の祝賀式典が催された。2006年3月18日には（招福除災の）摸頂を執り行った。
2006年4月中華人民共和国浙江省で開催された第1回世界仏教フォーラムに登壇した。2009年3月〜4月中華人民共和国江蘇省と台湾（中華民国）台北市で開催された第2回世界仏教フォーラムでは、「中華人民共和国では信教の自由が保たれており、台湾のチベット支持団体の中華人民共和国批判は事実と合致していない」と発言をした。
2008年3月には、全国人民代表大会常務委員会のメンバーに選出される見込みであると伝えられたが、選出は見送られた。
2010年2月には、25人いる中国仏教協会の副会長のひとりに選出された。この任命は、中国当局によるチベット政策を宗教面から引き締める狙いがあるとみられている。この際、ギェンツェン・ノルブは「祖国統一、民族団結、世界平和のために貢献していく」と、中国共産党そのままの発言を行った。続いて同月28日、中国の国政助言機関である中国人民政治協商会議の全国委員に選出された。この組織は中国共産党と各界との統一戦線組織であり、この任命は、将来、ギェンツェン・ノルブに中国宗教界を代表するポストを与える布石だと見なされている。
しかし、ダライ・ラマ14世とは異なり国際社会や仏教界での認知度は低く、また上述の活動から中国共産党の傀儡とみなされている。チベット人社会でも、親中国派の人々を除くならば、真のパンチェン・ラマの認定にはダライ・ラマの承認が不可欠であると考えられており、それを持たないギェンツェン・ノルブは正統性を欠いているとみなされている。

## ギェンツェン・ノルブをモデルとしたフィクション
- さいとう・たかを『ゴルゴ13』第353話「白龍昇り立つ」 - 「パンチェン・ラマ11世問題」をテーマとした劇画。登場する「ノプチェ」という少年が、ギェンツェン・ノルブをモデルとしている。物語中ではノプチェ少年は、中国当局が仕立て上げた傀儡のパンチェン・ラマで、ゴルゴ13が起こした騒動の中で玉座から転げ落ちて地面に倒れ込み、チベットの民衆から「中国の押し付けたニセの生まれ変わり」と罵られる、という姿で描かれている。